# Aéroport de Gebe
L'aéroport de Gebe est situé sur l'île de Gebe, au large de la pointe sud-est de l'île de Halmahera, dans l'archipel des Moluques en Indonésie.
| Compagnies | Destinations |
| ---------- | ------------ |
| Susi Air   | Ternate      |
| Susi Air   | Sorong       |

Édité le 24/11/2020